# Argenton-sur-Creuse

Argenton-sur-Creuse este o comună în departamentul Indre, Franța. În 1 ianuarie 2022 avea o populație de 4.817 de locuitori.